# Мони Ковачић
Мони Ковачић (рођена Моник Де Хавиленд, данас Моник Хавиленд-Фулстон; Франкфурт, 21. јун 1960) је америчко-словеначка певачица.

## Биографија
Њена мајка Бригита Ковачич била је врхничка глумица, а отац пилот и џез трубач из америчког Висконсина, Бил Де Хавиленд. Рођена је у Франкфурту. Првих неколико година одрастала је у Сједињеним Државама, тачније у држави Конектикат, а породица се касније преселила у Салцбург, где је почела да похађа балетску школу и уписала музичку школу Моцартеум. Почела је да наступа са 12 година. Пре него што је кренула на самостални музички пут, била је чланица бенда Dr Pepper у Аустрији, који је победио на омладинском фестивалу у Бељаку. Са 15 година открио ју је продуцент Петер Краус, у сарадњи са којим је снимила своје прве композиције за аустријско и немачко тржиште, нпр. "Ich such' einen Boyfriend" (1976).
После очеве смрти и завршетка средње школе у Салцбургу - тада је имала 17 година - преселила се са мајком у Љубљану (где је већ 1971. похађала основну школу и тако научила словеначки језик). Тамо је потписала уговор са РТВ Љубљана код продуцента Душана Велкаверха и уз подршку Тадеја Хрушовара, Андреја Велкаверха и Јожета Прившека. Након три године рада у Љубљани, преселила се у Загреб и прешла у издавачку кућу Југотон. За РТВ Љубљана објавила је два албума Мони и Утрип младости и два албума Загонетка и Може и јаче са Југотоном. У Словенији је позната пре свега као победница првих Мелодија мора и сунца, где је прославила песмом „Насмех полетних дни“. Популаран је био и њен наступ на Опатијском фестивалу исте године са "Брез љубезни ми живети ни/Love Is Life" сматра се првим синглом у бившој Југославији који је имао енглеску верзију песме на Б страни, што раније није било дозвољено. Године 1978. у дуету са Ивом Мојзером снимила је обраду песме „Срчек дела тика така“ Франета Милчинског - Јежка.
Године 1981. похађала је престижан Беркли у Бостону, где је научила да компонује, изводи и аранжира. Потом се вратила у Југославију и једно време живела у Загребу. У овом периоду објавила је 60 песама које су резултат рада са тадашњим продуцентом и приватним партнером Веселом Оршолићем.
Након успеха у бившој Југославији, 1985. године наставља свој музички пут у Америци, где је са својим бендом провела 6 година на турнеји. Тамо се настанила и основала породицу. У Америци је написала и снимила неколико соло албума и била је део разних музичких пројеката. Данас поседује неколико клиника за физиотерапију, масажу и акупунктуру и још увек је музички активна.

## Дискографија

### Синлови
- У дане игара / Насмех полетних дни (1978)
- Ти си моја маврица /Осмијех који значи да (1978)
- Брез љубезни ми живети ни/Love Is Life (1978)
- Љубавна песма /Љуби ме нежно (1979)
- Мала бјонда /Све о теби у мени пише (1979)
- Мистер универзум /Крива сам (1980)

### Албуми
- Загонетка (1980)
- Може и јаче (1982)
- Мони (1983) - сребрни тираж
- Утрип младости

## Фестивали

### Мелодије мора и сунца
- 1978: Насмех полетних дни (Милан Ферлеж - Елза Будау - Милан Ферлеж) - 1. награда публике
- 1979: Шепетање морја (Милан Ферлеж - Иван Сивец - Милан Ферлеж)
- 1980: Кот мртва обала (Кебер - Оршолић)
- 1982: Оток сањ (Мони Ковачич - Дарја Кебер - Силво Стингл) - награда жирија за најбољи аранжман
- 2017: Добер пар (Игор Миколич - Игор Миколич - Алеш Лаврич) (з Игорјем Миколичем) - 10. место (8 точк)

### Словенска попевка
- 1978: Ти си моја маврца (Милан Ферлеж - Елза Будау - Милан Ферлеж)
- 1979: Огњемет (Мојмир Сепе - Игор Торкар - Мојмир Сепе) - 2. награда међународног стручног жирија
- 1980: Утрип младости (Веселин Оршолић - Дарја Кебер - Веселин Оршолић, Јани Голоб)

### Југовизија
- 1982: Ромео и Јулија са групом Сребрна крила - 4. место (53 бода)
- 1988: Лахко је речи љубим те (са Симоном Вајс и Уршком Дриновец) - 13. место (7 бодова) (оригинални извођачи за песму су били Обвезна смер и Хелена Благне), освојили су Сребрна крила.

### Опатијски фестивал
- 1978 (поп): Брез љубезни ми живети ни (Хрушовар / Велкаврх / Жгур) 5. место
- 1981 (поп): Мој дом је какор твој

### Сплитски фестивал
- 1978 (Медитеранске игре): У дане игара (А. Илић/С. Бензон)
- 1979 (забавна): Мала бјонда (М. Ферлеж/Велкаверх)

### Загребачки фестивал
- 1978 (забавна): Осмијех који значи да

### Београдско пролеће
- 1979: Љубавна песма
- 1982: На десетом кату су моји Хаваји

### Ваш шлагер сезоне
- 1980: Мистер универзум
- 1982: Буди мој друг
- 1983: Не окрећи се

### Скопје Фест
- 1978: Сакам да сум детелинка